# Liste der Biografien/Becks
Liste der Biografien |
Portal Biografien |
Personensuche
# |
A |
B |
C |
D |
E |
F |
G |
H |
I |
J |
K |
L |
M |
N |
O |
P |
Q |
R |
S |
T |
U |
V |
W |
X |
Y |
Z |
?
 
Ba |
Be |
Bd |
Bg |
Bh |
Bi |
Bj |
Bl |
Bm |
Bn |
Bo |
Br |
Bs |
Bu |
Bw |
By |
Bz
 
Bea–Beb |
Bec |
Bed |
Bee |
Bef |
Beg |
Beh |
Bei |
Bej |
Bek |
Bel |
Bem |
Ben |
Beo |
Bep |
Beq |
Ber |
Bes |
Bet |
Beu |
Bev |
Bew |
Bex |
Bey |
Bez
 
Beca |
Becc |
Bece |
Bech |
Beci |
Beck |
Becl |
Becm |
Becn |
Beco |
Becq |
Becr |
Becs |
Bect |
Becu |
Becv |
Becz
 
Becka |
Beckb |
Becke |
Beckf |
Beckh |
Becki |
Beckj |
Beckl |
Beckm |
Beckn |
Becko |
Beckr |
Becks |
Becku |
Beckw |
Beckx |
Becky
Die Liste der Biografien führt alle Personen auf, die in der deutschsprachigen Wikipedia einen Artikel haben. Dieses ist eine Teilliste mit 13 Einträgen von Personen, deren Namen mit den Buchstaben „Becks“ beginnt.

## Becks
- Becks (* 1998), deutsche Musikerin und Sängerin
- Becks, Emil (1925–2014), deutscher Fußballspieler
- Becks, Ganeshi (* 1983), deutsche Schauspielerin
- Becks, Hermann (1897–1962), deutsch-amerikanischer Zahnmediziner und Hochschullehrer
- Becks, Leonie (* 1961), deutsche Kunsthistorikerin
- Becks, Romina (* 1987), deutsche Schauspielerin, Fernsehmoderatorin und Model

### Becksc
- Beckschäfer, Max (* 1952), deutscher Kantor, Organist und Hochschullehrer

### Becksm
- Becksmann, Ernst (1906–1986), deutscher Geologe und Paläontologe
- Becksmann, Rüdiger (1939–2012), deutscher Kunsthistoriker

### Beckst
- Beckstedde, Alfons (* 1962), deutscher Fußballspieler und -trainer
- Beckstein, Günther (* 1943), deutscher Politiker (CSU), MdL, MdBGünther Beckstein (* 1943)

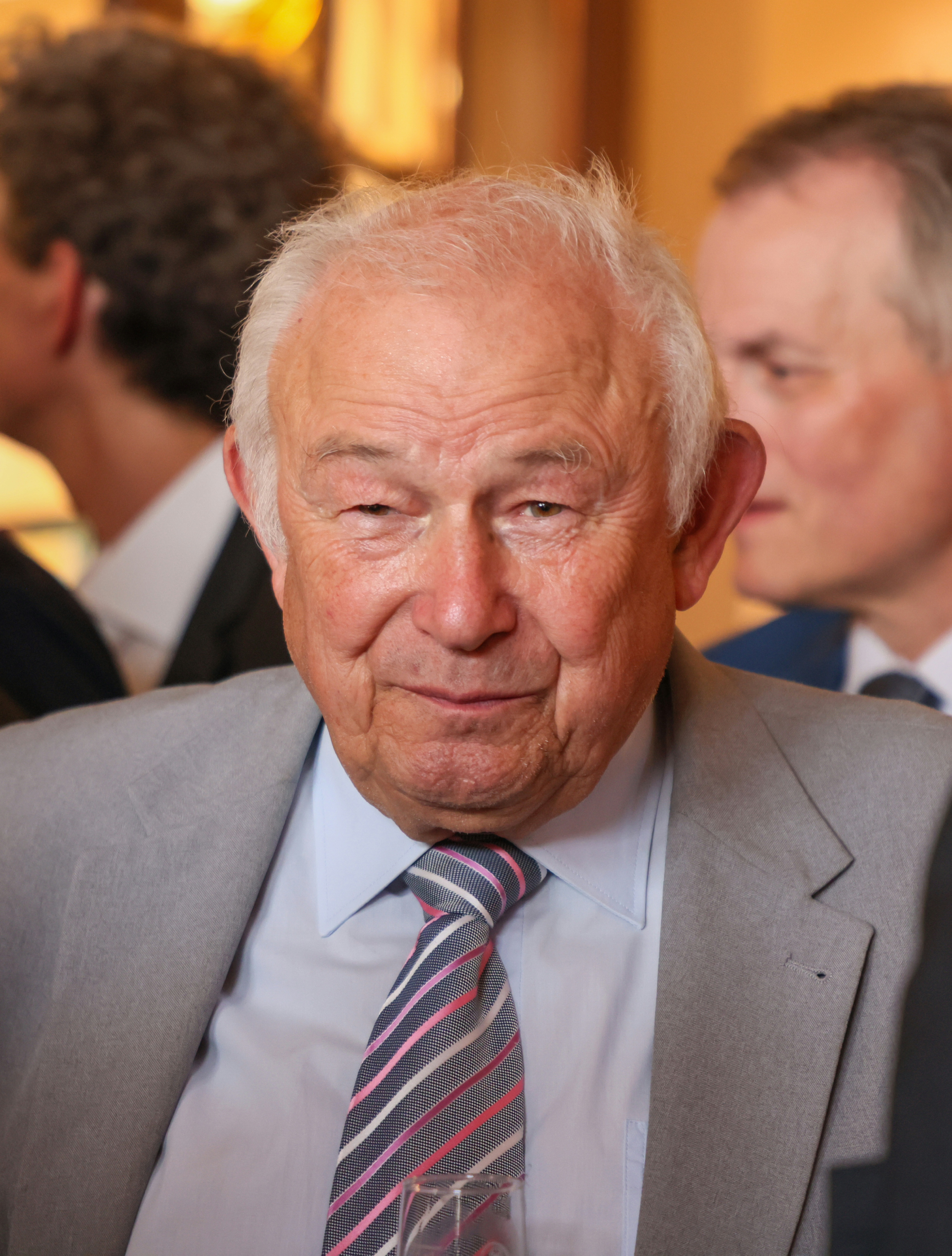
Günther Beckstein (* 1943)

- Beckstein, Marga (* 1945), deutsche Autorin von pädagogischer Literatur

### Becksv
- Becksvoort, Christian (* 1949), US-amerikanischer Möbeltischler und Autor